# Kleszczele (przystanek kolejowy)
Kleszczele – przystanek kolejowy w Kleszczelach na linii kolejowej nr 32, w województwie podlaskim, w powiecie hajnowskim, w Polsce.
Przystanek kolejowy został oddany do użytku 19 grudnia 2022 w ramach „Programu Przystankowego”. Powstał z przeniesienia do nowej, atrakcyjniejszej lokalizacji, bliżej 66 miejsca zatrzymywania się pociągów wraz z likwidacją stacji Kleszczele.